# Anfidromia
Anfidromia (en griego, ἀμφιδρόμια, de las palabras griegas amphi alrededor y dromos corrida) era una ceremonia religiosa que se celebraba entre los griegos el quinto día, o según otros, el séptimo o el décimo, después del nacimiento de una criatura. 
Consistía principalmente en dar vueltas a una hoguera, teniendo el niño en los brazos, presentándolo a los dioses lares y dándole en seguida un nombre delante de todos los parientes. Estos acostumbraban a hacer pequeños regalos al recién nacido y terminaba la función con un suntuoso banquete. Se solía ofrecer un pulpo a la parturienta,  probablemente para su purificación (Caillois, 1976). 